# Niedernhausen
Niedernhausen is een gemeente in de Duitse deelstaat Hessen, en maakt deel uit van de Rheingau-Taunus-Kreis.
Niedernhausen telt 14.805 inwoners.

## Verkeer en vervoer
In de gemeente ligt spoorwegstation Niedernhausen.

## Partnersteden
- Wilrijk (België)

Aarbergen ·
Bad Schwalbach ·
Eltville am Rhein ·
Geisenheim ·
Heidenrod ·
Hohenstein ·
Hünstetten ·
Idstein ·
Kiedrich ·
Lorch ·
Niedernhausen ·
Oestrich-Winkel ·
Rüdesheim am Rhein ·
Schlangenbad ·
Taunusstein ·
Waldems ·
Walluf